# محسن عبد الحميد
محسن عبد الحميد أحمد الشيخ بزيني مفكر وعالم إسلامي وأستاذ في تفسير القرآن الكريم، ولهُ مؤلفات عديدة في الفكر الإسلامي والشريعة وتفسير القرآن الكريم، وشغل منصب أمين عام الحزب الإسلامي العراقي بعد إعلان الحزب في بغداد عام 2003، ثم أصبح رئيس مجلس شورى الحزب الإسلامي العراقي، كما كان عضواً في مجلس الحكم العراقي بعد الغزو الأمريكي للعراق عام 2003م، وشغل منصب رئيس المجلس لشهر آذار من عام 2004م.

## المولد والتحصيل الدراسي
ولد الدكتور محسن عبد الحميد في مدينة كركوك سنة 1937م، ودرس الابتدائية والمتوسطة في مدينة السليمانية، والإعدادية في مدينة كركوك.
تخرج في قسم اللغة العربية من دار المعلمين العالية (كلية التربية حاليا) في بغداد عام 1959م.
حصل على درجة الماجستير عام 1384هـ/ 1968م، من كلية الآداب في جامعة القاهرة في تفسير القرآن الكريم على رسالته الموسومة (الآلوسي مفسراً) ويكون بهذا أول طالب يدخل دراسة إسلامية في جامعة القاهرة إذ كانت الدراسات الإسلامية مقتصرة على الجامع الأزهر.
حصل على درجة الدكتوراه في عام 1392هـ/ 1972م، في تفسير القرآن الكريم من كلية الآداب ــ جامعة القاهرة بتقدير امتياز مع مرتبة الشرف الأولى على أطروحته (الرازي مفسراً). 
رقي إلى مرتبة أستاذ مساعد عام 1975م. ونال درجة الأستاذية عام 1983م.

## معاناته واعتقاله
- اُعتقل عام 1966م في الأمن العامة في بغداد مع أعضاء قيادة الحزب الإسلامي العراقي يومئذ ثم أطلق سراحه.
- أثناء إقامته في القاهرة، أُعتقل لمدة 55 يوما أثر سوء العلاقة بين العراق ومصر آنذاك.
- كان له نشاط بارز في الدعوة والإرشاد وتأليف الكتب المنوعة، وقد أودع السجن في حكم الرئيس العراقي صدام حسين ثم أطلق سراحه بعد تدخل شخصيات إسلامية وعربية وبالرغم من ذلك لم يغادر العراق بل كان يقول قولته المشهورة:(والله لو وضعوا المشنقة في باب داري لن أغادر العراق).
- داهمت القوات الأمريكية منزل الدكتور محسن عبد الحميد رئيس الحزب الكائن في منطقة الخضراء غربي بغداد. في وقت مبكر من صباح الأثنين 30 مايو 2005 واعتقلته دون أن تبين أي سبب لذلك. كما اعتقلت أثناء المداهمة ثلاثة من أبناء عبد الحميد وعددا من حراسه الشخصيين. وأطلق سراحه في نفس اليوم.

وقد كشف محسن عبد الحميد رئيس الحزب الإسلامي في العراق في تصريحات صحفية عقب إطلاق سراحه بعد اعتقاله ساعات أن قوات الاحتلال الأمريكي أهانته وأخذت مصاغ زوجته، بينما أوضح ابنه صهيب أنهم حققوا مع والده أكثر من 5 ساعات.
وروى عبد الحميد تفاصيل الاعتقال قائلا: «كنا نائمين ونعتزم القيام لصلاة الفجر، فداهمتنا القوات الأمريكية الخاصة بطريقة همجية»، وأضاف: «لقد فجروا أبواب المنزل وقادونا مثل الأغنام إلى خارج المنزل ومددوني أنا وأهل بيتي وحراسي على الأرض».
وذكر عبد الحميد في تصريحات نقلتها قناة الجزيرة الفضائية أن الجنود الأمريكيين أهانوه إهانة بالغة، وأوضح: «وضع أحدهم قدمه على رقبتي طيلة 20 دقيقة»، مشيرا أنهم عصبوا عينه بعد ذلك، وربطوا يده من الخلف وقادوه إلى مكان لا يعرفه، ثم نقلوه بعد ذلك بطائرة هليوكابتر إلى مكان آخر.
وفي معرض تعليقه عن تبرير القوات الأمريكية لاعتقاله بأنه تم بالخطأ، قال عبد الحميد: «كيف يكون اعتقال رئيس حزب عراقي معروف، ومكان منزله معلوم تم بالخطأ؟!»، ووصف ذلك بأنه كلام في غير محله، وطالب الأمريكان بتقديم اعتذار للحزب.

## عمله وإنجازاته
- عمل مدرساً للغة العربية في ثانوية كركوك لمدة عشر سنوات.
- أستاذا في كلية الدراسات الإسلامية التي أغلقها النظام السابق عام 1975م.
- تدرج في عدة مناصب وظيفية منها أستاذ مادة التفسير والعقيدة والفكر الإسلامي والحديث في جامعة بغداد.
- أوفد إلى المغرب للتدريس في جامعاتها بين عامي 1982 و 1985م.
- كان أستاذا زائرا في جامعة الملك محمد بن سعود الإسلامية لأربع سنوات متوالية 1981 و 1985م.
- درس العلوم الإسلامية على علماء أجلاء وحصل على الإجازة العلمية من الشيخ مصطفى بن أبي بكر الهرشمي في أربيل عام 1978م.
- أعطي لقب الأستاذ الأول في كلية التربية عام 1996م.
- حصل على جائزة بيت الحكمة في بغداد عام 2001م، في الدراسات الإسلامية.
- شارك في تطوير مناهج التربية الدينية في وزارة التعليم العالي ووزارة الأوقاف والشؤون الدينية.
- هو عضو في وضع مناهج الجهاز العربي لمحو الأمية إبان الثمانينيات من القرن الماضي.
- عضو في بيت الحكمة والاتحاد العالمي لعلماء المسلمين.
- حضر عدة مؤتمرات فكرية وعلمية عالمية في العراق والبلاد العربية والإسلامية وفي أوروبا.
- ناقش أكثر من مائة وخمسين رسالة ماجستير ودكتوراه في جامعات العراق وخارجه.
- أشرف على أكثر من أربعين رسالة ماجستير ودكتوراه.
- كان عضواً في مجلس الحكم الانتقالي الذي شكل عام 2003 بعد سقوط نظام صدام حسين حيث كان ممثلاً فيه عن الحزب الإسلامي العراقي وأهل السنة.
- ساهم محسن عبد الحميد مع جمع من علماء العراق في التوقيع على وثيقة مكة عام 2006م، وهي وثيقة اتفق فيها على وقف الأعمال الطائفية في العراق ونالت تأييد ورضا معظم علماء المسلمين.
- ألقى مئات المحاضرات الإسلامية في المساجد والجامعات والمؤسسات الثقافية ما بين عام 1975م، وعام 2007م، في العراق وخارجه.
- له أكثر من ثلاثين كتابا في التفسير والعقائد والفكر الإسلامي والثقافة الإسلامية المعاصرة ومنها (حقيقة البابية والبهائية وتجديد الفكر الإسلامي والمنهج الشمولي في فهم الإسلام والسلسلة البيضاء) وغيرها.
- نشر مئات المقالات في الثقافة الإسلامية في عدد من الجرائد والمجلات العراقية والعربية والعالمية.

أوقف مكتبته الخاصة التي جلبها من بغداد على الجامع الذي بناه أخوه الأستاذ الدكتور نظام الدين عبد الحميد باسم والده (المُلا عبد الحميد الشيخ بزيني) في أربيل، وقد فتحها أمام القرّاء والباحثين والأساتذة والطلبة.

## مؤلفاته
- الآلوسي مفسراً - رسالة ماجستير.
- الرازي مفسراً - أطروحة دكتوراه.
- أوضح المعاني في تهذيب تفسير روح المعاني لأبي الثناء الآلوسي.
- الإمام الآلوسي ومنهجه في التفسير
- الإخوان المسلمون في العراق (1945 م - 2003 م)
- المشروع الإسلامي المعاصر أمام التحديات
- دراسات في أصول تفسير القرآن الكريم
- نظرات في تفسير آيات من القرآن الكريم
- التراجم والتوافق بين نصوص القرآن
- صحابة رسول الله في القرآن
- العقائد الإسلامية في ضوء العلم والعقل والوحي
- حقيقة البابية والبهائية.
- العلم ليس كافرا.
- حركة الإسلام ومفكروا الغرب.
- ازمة المثقفين تجاه الإسلام في العصر الحديث
- الوجودية وواجهات الصهيونية.
- مع رسول الله.
- زي المرأة وأثره في المجتمع.
- حول قضية التراث.
- النظام الروحي في الإسلام ومقومات شريعته.
- اللغة العربية بين شعوبنا.
- المنهج الشمولي في فهم الإسلام.
- من المنظومة الغربية إلى المنظومة الإسلامية.
- من البلاغ المبين إلى السياسة الشرعية
- منهاج الشاب المسلم في أسرته.
- أسرتك أيها المسلم.
- موقف اليهود من الإسلام والمسلمين.
- المرأة في ظل الحضارة الغربية.
- منهج التغيير الأجتماعي في الإسلام.
- الإسلام والتنمية الاجتماعية.
- تجديد الفكر الإسلامي
- العولمة من المنظور الإسلامي

## لقاءاته علىقناة الجزيرة
- برنامج لقاء اليوم:
  1. محسن عبد الحميد.. قانون إدارة الدولة, 4 فبراير 2004م
  2. محسن عبد الحميد.. إسلاميو العراق وعلاقتهم بالإخوان, 12 سبتمبر 2003م

## وصلات خارجية
- محسن عبد الحميد على موقع أرشيف الشارخ.
- موقع الحزب الإسلامي العراقي
- الدكتور محسن عبد الحميد: رئيس مجلس شورى الحزب، موقع الحزب الإسلامي العراقي
- حوارات: محسن عبد الحميد: سنة العراق في مأساة لأنهم قاطعوا العملية السياسية، شبكة الإسلام اليوم، 11 أكتوبر 2006م
- رئيس مجلس شورى «الحزب الإسلامي» يرد على منتقديه، محسن عبد الحميد: ملتزمون بنهج الإخوان وفق واقع العراق، إسلام أون لاين، 14 ديسمبر 2008م
- إجابات أسئلة الفتاوى من المفتي الدكتور محسن عبد الحميد، قناة بغداد الفضائية
- موقع الدکتور محسن عبد الحميد نسخة محفوظة 2 أبريل 2015 على موقع واي باك مشين.